# هیاتسینت گراف اشتراخویتس
هیاتسینت گراف اشتراخویتس فون گروس-زاوخه اونت کامینتس (به آلمانی: Hyazinth Graf Strachwitz von Groß-Zauche und Camminetz) (۳۰ ژوئیه ۱۸۹۳ – ۲۵ آوریل ۱۹۶۸) نظامی بلندپایه آلمان در دوره رایش آلمان بود که در فرماندهی یگان‌های زرهی مختلفی را در جریان جنگ جهانی دوم بر عهده داشت. او جزو یکی از تنها ۲۷ تنی بود که نشان صلیب شوالیه صلیب آهنین با برگ‌های بلوط، شمشیرها و الماس‌ها را دریافت کردند.

## زندگی
هیاتسینت گراف اشتراخویتس روز ۳۰ ژوئیه سال ۱۸۹۳ در خانواده‌ای از نجیب‌زادگان سیلزی در گروس اشتاین زاده شد. مدت کوتاهی در رسته سواره‌نظام در اوایل جنگ جهانی اول خدمت کرد و هر دو درجه نشان عالی صلیب آهنین را دریافت نمود تا این که ماه سپتامبر سال ۱۹۱۴ به اسارت فرانسوی‌ها درآمد. سال ۱۹۱۸، پس از پایان جنگ۷ به آلمان بازگشت.
هنگام آغاز جنگ جهانی دوم با درجه سروانی در هنگ ۲ زرهی لشکر یکم زرهی بود. با این یگان در نبرد لهستان حضور داشت. لشکری که اشتراخویتس در آن خدمت می‌کرد در مراحل آغازین نبرد فرانسه در سال ۱۹۴۰، برای گذر لوکزامبورگ و جنگل‌های آردن بخشی از گروه زرهی کلایست بود و سپس روز ۱۰ ژوئن به گروه زرهی گودریان منتقل شد. در یک مورد به همراه یک افسر دیگر با فریب دادن یگانی از فرانسوی‌ها، ۶۰۰ نفر را به اسارت گرفت و خودروهای خودشان به پشت خط مقدم برد. به جهت این اقدام متهورانه به درجه سرگردی ترفیع گرفت. ماه اکتبر سال ۱۹۴۰ هنگ دو زرهی هسته تشکیل دهنده لشکر شانزدهم جدید شانزدهم زرهی شد و برای مأموریت آموزش ماه دسامبر به رومانی منتقل گردید.
این لشکر در جریان عملیات بارباروسا از ماه ژوئن سال ۱۹۴۱ بخشی از گروه زرهی ۱ در گروه ارتش جنوب بود و در تمامی نبردهای عمده آن مشارکت کرد. اشتراخویتس در این مدت عملکرد بسیار خوبی نشان داد و پس از بسته‌شدن محاصره ناحیه اومان، روز ۲۵ اوت سال ۱۹۴۱ نشان عالی صلیب شوالیه صلیب آهنین را دریافت نمود. لشکر او سپس بخشی از انبر جنوبی محاصره بزرگ حول نیروهای دشمن در ناحیه شرق کی‌یف در ماه سپتامبر بود. پس از نبردهای سخت زمستانه اشتراخویتس با درجه سرهنگ دومی به فرماندهی هنگ ۲ زرهی منصوب شد. با این لشکر در تهاجم تابستانه سال ۱۹۴۲ موسوم به مورد آبی به سمت رود دن و سپس استالینگراد یورش برد. نیروهای او در ناحیه کالاچ بیش از ۲۷۰ تانک دشمن را در عرض ۴۸ ساعت منهدم کردند. لشکر او به عنوان یگان آلمانی ماه اکتبر در شمال استالینگراد به رود ولگا رسید. اشتراخویتس به جهت مشکلات سلامتی حاصل از چندین جراحت پیش از آن که درون حلقه محاصره دشمن در استالینگراد بیفتد، ناحیه را ترک کرد. با این حال لشکر شانزدهم زرهی درون محاصره منهدم شد. در دوران نقاهت روز ۱۳ نوامبر سال ۱۹۴۲ برگ‌های بلوط به نشان صلیب شوالیه او افزوده گشت. پس از بهبودی ماه ژانویه سال ۱۹۴۳ به درجه سرهنگی نائل آمد و فرماندهی هنگ زرهی لشکر نخبه گروس‌دویچلانت به او سپرده شد. با این یگان در نبردهای نواحی بلگورود و خارکوف در ماه‌های فوریه و مارس مشارکت کرد. این نبردهای سنگین شمشیرهای نشان صلیب شوالیه را روز ۲۸ مارس سال ۱۹۴۳ نصیب او ساخت. گفته می‌شود در یک موقعیت با تنها چهار تانک کمینی برای دشمن ایجاد کرد و توانست در عرض اندکی بیش از نیم ساعت ۱۰۵ تانک آن را منهدم کند. اشتراخویتس معمولاً حتی زمانی یک هنگ را فرماندهی می‌کرد، در اثنای نبرد میان سربازان خود بود.
لشکر گروس‌دویچلانت ماه‌های آوریل و مه سال ۱۹۴۳ مشغول بازسازی خود بود. این لشکر زرهی در جریان نبرد کورسک در ماه ژوئیه به عنوان بخشی از ارتش چهارم زرهی در انبر جنوبی عملیات قرار داشت. در پی ناکامی تهاجم آلمانی‌ها در ناحیه کورسک، یگان اشتراخویتس ماه‌های اوت و سپتامبر نبردهای دفاعی شدیدی را در غرب خارکوف تجربه کرد. تا روز ۲۹ سپتامبر تنها یک تانک عملیاتی برای او باقی ماند. لشکر ماه دسامبر از رود دنیپر گذشت و تا کیروفوگراد عقب نشست. پس از بازسازی مجدد از آن اوایل سال ۱۹۴۴ به عنوان «آتش‌نشان» در جبهه شرقی استفاده شد. ماه آوریل سال ۱۹۴۴ هنگامی که بندر ریگا در قسمت شمالی جبهه به محاصره دشمن افتاد لشکر برای یاری عازم آن جا شد. اشتراخویتس هدایت مأموریت نجات را بر عهده داشت و خود سوار بر تانک در نهایت توانست راهی به مدافعان گرفتار در شهر بگشاید. به جهت این موفقیت روز ۱۵ آوریل الماس‌های صلیب شوالیه به او اعطا شد و به درجه سرتیپ ترفیع گرفت.
مدت کوتاهی بعد نزدیک بود در یک حادثه رانندگی کشته شود. با وجود جراحت‌های جدی و راه رفتن با عصای زیر بغل، اشتراخویتس از بیمارستان خارج شد و خود را به عنوان «مناسب انجام وظیفه» به یگان معرفی کرد. روز ۱ ژانویه سال ۱۹۴۵ به درجه سرلشکر نائل آمد و ماه‌های پایانی جنگ یک تیپ ضدتانک را در جبهه شرقی فرماندهی نمود. در نهایت ماه مه سال ۱۹۴۵ خود را تسلیم نیروهای آمریکایی کرد.
اشتراخویتس پس از جنگ مدتی در سوریه بود و سال ۱۹۵۱ به آلمان بازگشت. سرلشکر هیاتسینت گراف اشتراخویتس در نهایت روز ۲۵ آوریل سال ۱۹۶۸ در حین بازنشستگی درگذشت و با احترام کامل نظامی به خاک سپرده شد.